# Welldäck

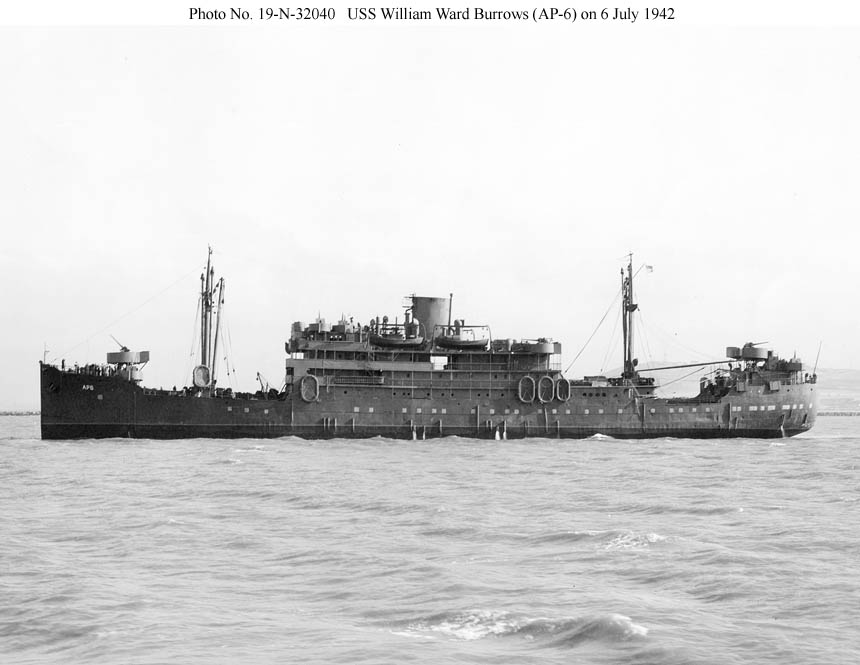
Welldäck är de båda avsnitten där däcket är lägre mellan för- och akterskeppen.

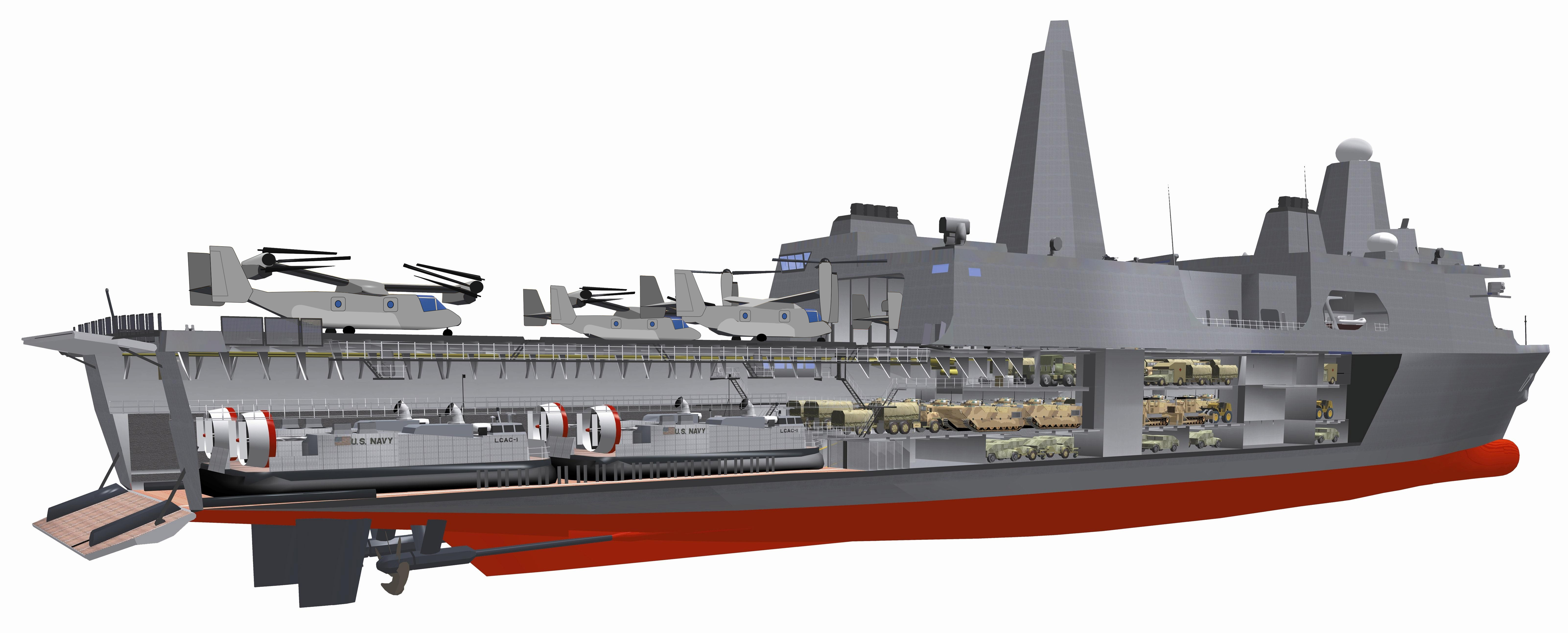
Genomskärning av den amerikanska San Antonio-klassen visar exempel på den andra betydelsen av welldäck med LCAC-svävare.

Welldäck eller däck med brunn är det lägre belägna området av däcket på ett fartyg med förhöjt för- och akterskepp.
Det kan även syfta på ett hangarliknande däck beläget vid vattenlinjen i aktern på vissa amfibiefartyg. Genom att ta in vatten kan fartyget sänka sin akter, översvämma welldäcket och kan på så vis låta båtar och amfibiska landstigningsfartyg docka i fartyget. Detta underlättar att flytta last mellan fartyget och mindre båtar under amfibiska operationer.